# Jīr Kūl
Jīr Kūl (persiska: Jīr Kal, جير کول, جير کل) är en ort i Iran.   Den ligger i provinsen Gilan, i den norra delen av landet, 170 km nordväst om huvudstaden Teheran. Jīr Kūl ligger 719 meter över havet och antalet invånare är 177.
Terrängen runt Jīr Kūl är mycket bergig.Runt Jīr Kūl är det ganska tätbefolkat, med 134 invånare per kvadratkilometer. Närmaste större samhälle är Raḩīmābād, 17,5 km nordost om Jīr Kūl. I omgivningarna runt Jīr Kūl växer i huvudsak blandskog.